# Œuvres de Frank Pé
Cette page recense la bibliographie de Frank Pé par ordre chronologique. Sont ici énumérées uniquement ses bandes dessinées et livres illustrés, qu'il soit dessinateur ou scénariste.

## 1980-1989
- 1 Mémoires de l'Élan 1 : L'Élan n'aura jamais d'album, Dupuis, Marcinelle, juillet 1984
Scénario et dessin : Frank
- 1 Vincent Murat 1 : Comme un animal en cage, Dupuis, Dupuis Aventures, Marcinelle, octobre 1985
Scénario : Terence - Dessin : Frank - Couleurs : Vittorio Leonardo
- 1 Broussaille 1 : Les Baleines publiques, Dupuis, Marcinelle, mai 1987
Scénario : Michel Bom - Dessin et couleurs : Frank -  (ISBN 2-8001-1789-3)
- 2 Broussaille 2 : Les Sculpteurs de lumière, Dupuis, Marcinelle, septembre 1987
Scénario : Michel Bom - Dessin et couleurs : Frank -  (ISBN 2-8001-1520-3)
- 3 Broussaille 3 : La Nuit du chat, Dupuis, Repérages, Marcinelle, octobre 1989
Scénario : Michel Bom - Dessin : Frank - Couleurs : Topaze -  (ISBN 2-8001-1693-5)
- Entre chats, Delcourt, novembre 1989
Scénario : Frank - Dessin : Andreas, Barbe, Cabanes, Chevalier, Comès, Darasse, Follet, Franquin, Hanquet, René Hausman, André Juillard, V. Lacroix, J-C Lacroix, Lidwine, Christian Rossi, Al Séverin, Topaze, Will, Wendling

## 1990-1999
- 2 Mémoires de l'Élan 2 : L'Élan prend du poil de la bête, B.D. Club de Genève, Genève, janvier 1992
Scénario et dessin : Frank
- Broussaille : Les Papiers de Broussaille, Le Cycliste, novembre 1993
Scénario et dessin : Frank
- 1 Zoo 1, Dupuis, Aire Libre, Marcinelle, octobre 1994
Scénario : Philippe Bonifay - Dessin et couleurs : Frank
- Ateliers Zoo, Editions Pyramide, novembre 1996
- 2 Zoo 2, Dupuis, Aire Libre, Marcinelle, janvier 1999
Scénario : Philippe Bonifay - Dessin et couleurs : Frank

## 2000-2009
- 4 Broussaille 4 : Sous deux soleils, Dupuis, Repérages, Marcinelle, novembre 2000
Scénario : Michel Bom - Dessin : Frank - Couleurs : Topaze -  (ISBN 2-8001-3045-8)
- Mémoire d'un zoo, esquisses, Amis de la BD, janvier 2002
- Broussaille : La Source, Pyramides, novembre 2002
Scénario, dessin et couleurs : Frank -  (ISBN 2-930203-10-2)
- 5 Broussaille 5 : Un faune sur l'épaule, Dupuis, Repérages, Marcinelle, mai 2003
Scénario et dessin : Frank - Couleurs : Topaze -  (ISBN 2-8001-3381-3)
- 3 Zoo 3, Dupuis, Aire Libre, Marcinelle, novembre 2007
Scénario : Philippe Bonifay - Dessin et couleurs : Frank
- Les Portraits héroïques, Delcourt, décembre 2008
Scénario, dessin et couleurs : Frank

## 2010 +
- La Lumière de Bornéo - Le Spirou de…, Dupuis, Marcinelle, 7 octobre 2016
Scénario : Zidrou - Dessin : Frank Pé - Couleurs : Cerise -  (ISBN 9782800167367)
- 1 La Bête 1, Dupuis, Marcinelle, octobre 2020
Scénario : Zidrou - Dessin et couleurs : Frank Pé -  (ISBN 979-10-34738-21-2)
- 2 La Bête 2, Dupuis, Marcinelle, octobre 2023
Scénario : Zidrou - Dessin et couleurs : Frank Pé -  (ISBN 979-10-34738-22-9)